# Ровњани
Ровњани (слч. Rovňany) насељено је мјесто са административним статусом сеоске општине (слч. obec) у округу Полтар, у Банскобистричком крају, Словачка Република.

## Становништво
| Година:    | 1994. | 2004.   | 2014.   | 2024.   |
| ---------- | ----- | ------- | ------- | ------- |
| Број људи: | 292   | 278     | 262     | 239     |
| Разлика:   |       | -4,79 % | -5,75 % | -8,77 % |

| Година:    | 2023. | 2024.   |
| ---------- | ----- | ------- |
| Број људи: | 244   | 239     |
| Разлика:   |       | -2,04 % |

Према подацима о броју становника из 2011. године насеље је имало 264 становника.